# في ماريا دونغ
في ماريا دونغ (بالإنجليزية: Vy Maria Dong)‏ (ولدت عام 1976) أستاذة كيمياء في جامعة كاليفورنيا، إرفاين في قسم مجال الحفز الاختياري وتوليف المنتجات الطبيعية. فازت بجائزة إلياس جيمس للجمعية الكيميائية الأمريكية في عام 2019.

## السيرة الذاتية

### النشأة والتعليم
ولدت دونغ في بيغ سبرينغ، تكساس. ابنه لميكانيكي ومقلمه الأظافر وأول من تخرجت من الجامعة في العائلة. نشأت في آناهايم بكاليفورنيا والتحقت بجامعة كاليفورنيا في إرفاين لدراسة الكيمياء كباحثة.
قررت دونغ أن تصبح عالمة بعد أن درست مع لاري إي اوفرمان في سنتها الثانية، والذي ساعدها في مشروعها البحثي إلى أن تخرجت في عام 1998.

### الحياة الشخصية
التقت دونغ بزوجها ويلمر ألخاس في جامعة كاليفورنيا في إرفاين،. وانتقلت معه إلى جامعة كاليفورنيا في بركلي كطالبة دراسات عليا ومتدربه لدى ديفيد ماكميلان حتى حصلت على درجة الماجستير في عام 2000. التحقت بمعهد كاليفورنيا للتكنولوجيا وحصلت منه على درجة الدكتوراه بعد منافشة أطروحتها والتي كانت بعنوان المتغيرات الجديدة في إعادة ترتيب كلايزن والتوليف الكامل لإريثونروليد بي.
عملت دونغ كباحثه ما بعد الدكتوراه من معاهد الصحة الوطنية الأمريكية في كلية الكيمياء، جامعة كاليفورنيا في بركلي، في قسم الكيمياء فوق الجزيئية مع روبرت جي. بيرغمان وكين رايموند.

### الابحاث والوظائف
في عام 2008، حصلت دونج علي منحه من صندوق أبحاث اونتاريو بعد أن انتقلت إلي كندا للعمل في جامعة تورنتو. في عام 2009، ألقيت محاضرة في شركة إيلي ليلي وشركاءه الافتتاحية في جامعة ويسكونسن-ماديسون حيث ناقشت فيها التحولات الحفازة لروابط C-H. عملت في تورنتو في المركبات غير المتجانسه في الكيمياء الطبية. أوضحت من خلالها كيف يمكن صنع اللاكتونات من كيتوالديهايد باستخدام محفزات الروديوم، وتحقيق اللاكتونات الناتجة عن الريادة والانتقاء دون أي نفايات. كما لها العديد الأبحاث لايجاد الكواشف والعوامل الحفازة الجديدة واستراتيجيات التخلق العضوي.
في عام 2009، حصلت دوج علي زماله مؤسسة ألفريد بي سلون وزمالة أمجن في عام 2010 وجائزة أسترا زينيكا في الكيمياء، وجائزة آرثر سي كوب من الجمعية الكيميائية الأمريكية لمساهماتها في الكيمياء العضوية في نفس العام.
في عام 2011، حصلت علي درجة أستاذ بارز من جامعة تورنتو وفي نفس العام فازت بجائزة هوفمان-لا روش للتميز في الكيمياء. في عام 2012، عملت محاضرا في شركة نوفارتس. وزميلة في الجمعية اليابانية لتعزيز العلوم في عام 2013. ثم أصبحت محاضرة في جمعية الكيمياء العضوية الاصطناعية في اليابان. في عام 2013، عادت إلي جامعة كاليفورنيا إرفاين باصطحاب مجموعتها معها، تعمل على التحلل المائي الحفزي وتفعيل روابط الألدهيد C-H. في عام 2015، أصبحت دونغ محررة مشاركة في مجلة الجمعية الملكية للكيمياء للعلوم الكيميائية. وفي نفس العام ألقيت محادثة في تيد إرفاين، تتحدث فيها عن شغفها بالكيمياء العضوية وأثبتت إنه يمكن استخدام محفز الروديوم في إنتاج الببتيدات الدورية. فقد قامت بتحقيق ذلك من خلال استخدام كتل بناء نهائية ومحفزات هدرجة. تصدر الحفز الرقيق - هيدريد يتيح التخفيض المتكرر والذي يسمح بالوصول إلى الزخرفية الشعبية في الكيمياء الطبية. وهي تجمع بين الروديوم مع أمين جاكوبسن.

## الجوائز والتكريمات
حصلت دونغ خلال مسيرتها العلمية على العديد من الجوائز والزمالات، مثل:
- جائزة الياس جائزة كوري، مساهمة أصلية متميزة في التخليق العضوي من قبل الباحث الشاب عام 2019.
- جائزة أغنيس فاي مورغان للأبحاث، عام 2016.[24][6]
- جمعية الكيمياء العضوية الاصطناعية، اليابان، محاضرة عام 2013.
- الجمعية اليابانية لتعزيز زمالة العلوم عام 2013.
- محاضر كيمياء نوفارتيس لعام (2012-2013)
- جائزة ايلي ليلي جرانتي لعام (2011-2012)
- جائزة هوفمان-لا روش للتميز في الكيمياء عام 2011.
- أدريان بروك أستاذ متميز عام 2011.
- جائزة الباحث المبكر عام (2010)
- امجين الباحث الشاب (2010)
- جائزة أرثر سي كوب (2010)
- جائزة استرا زينيكا في الكيمياء (2010-2012)
- زمالة ألفريد ب. سلون للبحوث (2009-2011)
- محاضر إيلي ليلي الشاب للباحث في جامعة ويسكونسن ماديسون (2009)
- جائزة السفر لماكينات السي إن سي (2009)
- جائزة بورنجر إنجلهايم (كندا) للباحثين الصغار للكيمياء العضوية (2008-2011)
- صندوق أبحاث أونتاريو (2008-2011)
- منحة كونوت للموظفين الجدد (2007)
- جائزة ميرك فروست للباحثين الصغار (2007)
- جائزة مجلة ثيمي (2007)
- روث ل. كيرشستين- المعاهد الوطنية للصحة زمالة ما بعد الدكتوراه (2004-06)
- زمالة مؤسسة الدراسات العليا للعلوم الوطنية (1999-2003)
- جائزة آنا لويز هوفمان للأبحاث العليا (2002)
- الفائز بجائزة الجمعية الكيميائية الأمريكية للملصقات (2000)
- جائزة أطروحة دون ل. بنكر هونور، جامعة كاليفورنيا في إيرفين (1998)
- جائزة رئيس الجامعة للتميز في البحوث الجامعية، جامعة كاليفورنيا في إيرفين (1998)
- فاي بيتا كابا (1998)
- زمالة فايزر للكيمياء العضوية (1997)
- زمالة بروكهافن الوطنية للمختبرات النووية والكيمياء الإشعاعية (1997)

## وصلات خارجية
- جولة في معمل دونغ.
- مجموعة دونغ البحثية.